# The Doors (альбом)
The Doors (с англ. — «Двери») — дебютный альбом американской рок-группы The Doors. Включает композицию Light My Fire (после издания которой позволил группе ворваться в музыкальные чарты), заметно расширенную инструментально по сравнению с сингл-версией. Песня Back Door Man — кавер-версия одноимённой композиции Вилли Диксона, написанной им для известного блюзмена Хаулин Вулфа (с англ. — «Воющий волк», настоящее имя — Честер Артур Бёрнет). В длинной завершающей композиции The End большей частью является речитатив Джима Моррисона, в котором он использовал технику потока сознания на фрейдистскую тему Эдипова комплекса.
Альбом является одним из самых успешных дебютных альбомов всех времён.

## Список композиций
На диске представлены как песни, сочинённые самой группой, так и другими авторами (от этой практики The Doors далее отказались, издавая только собственные сочинения). Слова для своих песен написаны Моррисоном или Кригером, хотя на обложке в качестве авторов указана вся группа.

### «Break on Through (To the Other Side)»
«Break On Through (To the Other Side)» — песня-призыв, неразрывно связанная с названием группы. Тема прорыва звучит и в других композициях и стихах Моррисона. Некоторые образы для песни позаимствованы из книги «Город ночи» (англ. City of Night, 1963) американского писателя Джона Ричи (англ. John Rechy). В частности, термин «другая сторона» (the other side) использовался одним из её героев для обозначения сексуальных границ голливудского «дна». Ещё более отчётливое влияние можно проследить на примере композиции «L. A. Woman» с одноимённого альбома.

### «Soul Kitchen»
«Soul Kitchen» — песня посвящена любимому кафе группы под названием Olivia’s, которое приходилось часто посещать участникам группы во время записи альбома.

### «The Crystal Ship»
«The Crystal Ship» — одна из самых сильных поэтических работ Моррисона, где он обращается к малоизвестной кельтской легенде, согласно которой ирландский герой Коннла (Connla) был унесён богиней в «земной рай за пределами моря» на волшебном корабле, принадлежавшем божеству по имени Мананнан (Manannan). Хрустальный корабль управлялся силою мысли и мог перемещаться как по воде, так и по воздуху. Кстати, первоначально, согласно книге «Никто не выходит отсюда живым», именно эта композиция предназначалась для длинных инструментальных импровизаций. От этого решения отказались в пользу композиции «Light My Fire».

### «Twentieth Century Fox»
«Twentieth Century Fox» — песня представляет собой «моментальное фото» нравов калифорнийской молодёжи того времени.

### «Alabama Song»
«Alabama Song» — скандальная песня, написанная Куртом Вайлем на стихи немецкого поэта и драматурга Бертольта Брехта для оперы «Расцвет и падение города Махагони» (1929). В трактовке Дорз она звучит без последнего куплета, посвящённого «маленькому доллару».

### «Light My Fire»
«Light My Fire» — первый настоящий хит группы (песня занимала первое место в чартах BillBoard). Весь текст был написан Кригером, за исключением двух строчек «And our love become a funeral pyre» и « try to set the night on fire». Среди песен The Doors занимает самое высокое (35-е) место в списке «500 величайших песен всех времён по версии журнала Rolling Stone».

### «Back Door Man»
На сленге южных штатов фраза «человек с чёрного хода» относится к человеку, имеющему связь с замужней женщиной и уходящего чёрным ходом, прежде, чем муж придет домой. «When everybody trying to sleep, I’m somewhere making my midnight creep / Every morning the rooster crow, something tell me I got to go / I am a back door man», поёт Хаулин Вулф. Автор песни — американский блюзмен Вилли Диксон. Композиция выдержала ряд кавер-версий, в число которых входит и версия Джима Моррисона, который сделал в тексте некоторые изменения, от чего трактовка стала более близка к исполнению песни Хаулин Вулфом.

### «End of the Night»
«End of the Night» — название содержит в себе отсылку к роману «Путешествие на край ночи» Луи-Фердинанда Селина. Также песня содержит строки из стихотворения «Auguries of Innocence» Вильяма Блейка:

Every Night and every Morn

Some to Mysery are Born.

Every Morn and every Night

Some are born to Sweet Delight,

Some are born to Sweet Delight,

Some are born to Endless Night.

Это же стихотворение выбрано Агатой Кристи эпиграфом к роману «Бесконечная ночь» (англ. Endless Night, 1967). Совпадение года выхода книги в Англии и года издания альбома, по-видимому, неслучайно.

### «The End»
«The End» — по словам участников группы, эта композиция задумывалась как обычная прощальная песня. В ходе творческого процесса, однако, она постепенно усложнялась и видоизменялась, обрастая универсальными образами.
Джим Моррисон об этой песне спустя несколько лет после выхода альбома:

«The End»… Я действительно не знаю, что собирался сказать. Каждый раз, когда я слушаю эту песню, она кажется мне другой. Вначале это было прощание, может быть, с девушкой, а, может быть, с детством.
Альбомная версия состоит из двух склеенных частей (что подтверждает Манзарек, а также Брюс Ботник — инженер звукозаписи). Вторая, появившаяся позже, «Эдипова» часть добавлена к первой непосредственно со слов «The killer awoke before dawn», что можно обнаружить по изменению звука при внимательном прослушивании. Композиция записывалась наутро после очередного «угара» Моррисона, возможно, ещё под влиянием наркотиков. Подцензурное в то время «fuck you» в «Эдиповой» части Моррисон заменил нечленораздельным мычанием. Песня оказала влияние на немецкую актрису и певицу Нико, снявшуюся в фильме Федерико Феллини «Сладкая жизнь». После близкого знакомства с Моррисоном, начиная с 1967 года и до конца жизни, она исполняла на концертах данную композицию. Песня также звучит в фильме Фрэнсиса Форда Копполы «Апокалипсис сегодня» (англ. Apocalypse Now, 1979). Песня входит в список пятисот лучших по версии журнала Rolling Stone (№ 328).
Продюсер группы Пол Ротшильд так отозвался об этой композиции:

Эти полчаса, что мы записывали «The End», относятся к самым прекрасным моментам, проведённым мною в студии звукозаписи. Я был просто ошеломлён. Обычно продюсер сидит и слушает, как проходит запись. Но на этот раз я был полностью поглощён песней, став просто слушателем. В совершенно тёмной студии было видно только свечу в звуконепроницаемой кабине, где стоял Джим, и индикаторы на пульте. Остальной свет был отключён. Это был волшебный момент, и мы испытали почти шок, когда песня закончилась. Стало ясно: да, это конец, дальше просто невозможно… В аппаратной было пять человек, и вдруг мы осознали, что бобины продолжают крутиться, потому что Брюс, наш инженер, тоже оказался полностью поглощён песней. Он облокотился на пульт и был втянут в песню, он тоже превратился в слушателя… В тот момент студию посетила муза, и все мы были само внимание. Но, я думаю, аппаратура знала своё дело…
| #  | Оригинальное название                | Перевод                      | Музыка / Слова                      | Время |
| -- | ------------------------------------ | ---------------------------- | ----------------------------------- | ----- |
| 1  | Break on Through (To the Other Side) | Прорвись (на ту сторону)     | Денсмор, Кригер, Манзарек, Моррисон | 02:25 |
| 2  | Soul Kitchen                         | Кухня души                   | Денсмор, Кригер, Манзарек, Моррисон | 03:30 |
| 3  | The Crystal Ship                     | Хрустальный корабль          | Денсмор, Кригер, Манзарек, Моррисон | 02:30 |
| 4  | 20th Century Fox                     | Красотка XX-го века          | Денсмор, Кригер, Манзарек, Моррисон | 02:30 |
| 5  | Alabama Song (Whiskey Bar)           | Алабамская песня (Виски-бар) | Брехт, Вайль                        | 03:15 |
| 6  | Light My Fire                        | Зажги огонь мой              | Денсмор, Кригер, Манзарек, Моррисон | 06:50 |
| 7  | Back Door Man                        | Человек чёрного входа        | Вилли Диксон                        | 03:30 |
| 8  | I Looked at You                      | Я взглянул на тебя           | Денсмор, Кригер, Манзарек, Моррисон | 02:18 |
| 9  | End of the Night                     | Край ночи                    | Денсмор, Кригер, Манзарек, Моррисон | 02:49 |
| 10 | Take It as It Comes                  | Воспринимай всё чередом      | Денсмор, Кригер, Манзарек, Моррисон | 02:13 |
| 11 | The End                              | Конец                        | Денсмор, Кригер, Манзарек, Моррисон | 11:35 |

## История альбома

### Запись
Контракт со звукозаписывающей компанией был подписан 18 августа 1966 года, до этого времени группа оттачивала своё мастерство в различных клубах Лос-Анджелеса.
Рэй Манзарек о выступлениях группы:

Время как будто замедляет ход, как будто останавливается. Остаётся лишь некая магнетическая связь между группой и публикой. Их объединяет ритм, власть ритма: он становится гипнотически монотонным, завладевая сознанием, и уводит в небытие, позволяя проникнуть в самую глубину… Джим околдовывал этих людей, он, как медиум, увлекал их за собой в пространство, чтобы каждый, растворяясь, мог познать глубину своего подсознания.
Первым продюсером группы стал Пол Ротшильд, который не расставался с ней и при записи следующих четырёх студийных альбомов. Работа над пластинкой проходила на одной из студий компании Сансет Саунд в Лос-Анджелесе. Благодаря тому, что группа уже имела богатый опыт выступлений, с репертуаром для дебюта проблем не возникло. Композиции были уже хорошо освоены, поэтому их запись проходила в 2—3 дубля, так что на запись всего альбома ушло всего 2 недели (и ещё 5 на микширование).
Самой первой исполненной в студии песней (также как и самой первой, сочинённой The Doors) стала композиция «Moonlight Drive», по некоторым[каким?] соображениям не вошедшая в дебютный альбом.
Из музыкантов в творческом процессе принимало участие четыре человека — Джим Моррисон, Рэй Манзарек, Робби Кригер и Джон Денсмор. Именно этот состав группы принято считать «каноническим» и юридически верным (не так давно ударник группы Джон Денсмор добился запрета на использование бывшими участниками любого названия, включающего в себя оригинальное имя The Doors). Бас был доверен Рэю Манзареку, которому помогал сессионный басист Ларри Нехтель (Larry Knechtel — на обложке не указан). Его гитара звучит в композициях «Twentieth Century Fox», «Light My Fire», «I Looked At You» и «Take It as It Comes». На последующих же альбомах можно услышать игру самых разнообразных басистов. Ещё одним полноправным членом команды с дебютного и до последнего издания следует считать звукорежиссёра (инженера звукозаписи) Брюса Ботника, который также выступал в некоторых случаях и как продюсер.
Альбом вышел в свет в начале 1967 года. Автором передней обложки пластинки стал Гай Уэбстер (англ. Guy Webster), задней — Джоел Бродски (англ. Joel Brodsky), продолжившие и после этого работу с командой. Альбом был записан на 4-х канальной аппаратуре, полноценная стерео-версия была выпущена позже.
В январе 2007 года Американской ассоциацией звукозаписывающих компаний (RIAA) альбому присуждён статус «четырежды мультиплатиновый», что означает реализацию более 4 млн легальных копий.
В 2015 году альбом был включён в Национальный реестр аудиозаписей США.

### Критика

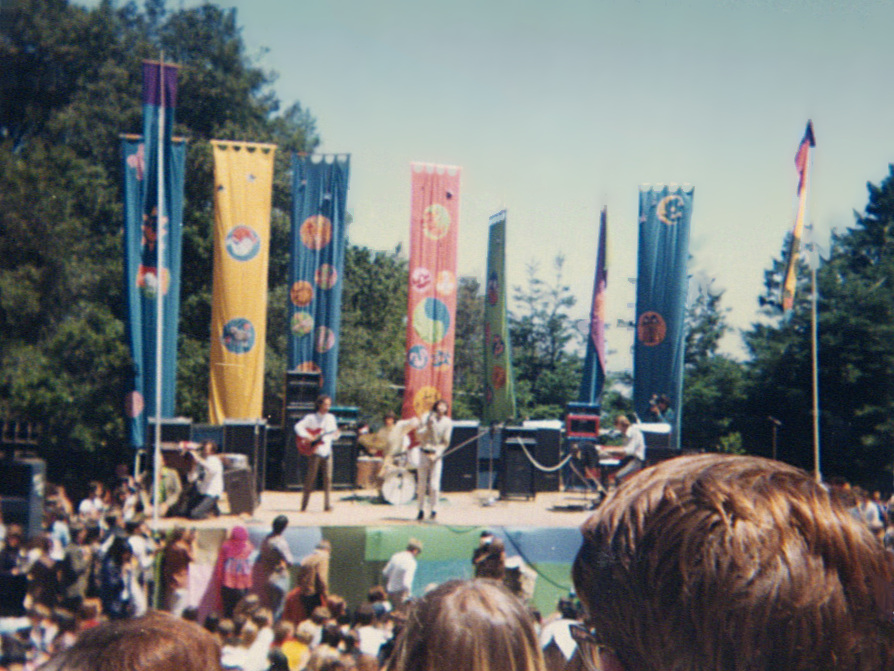
Fantasy Fair and Magic Mountain Music Festival, Калифорния, США. Июнь 1967 года

Альбом был принят критиками со сдержанным оптимизмом:

«Дорз» соединяют ритм рок-н-ролла с бесконечной джазовой импровизацией, в результате чего получается сильный, очень эмоциональный звук. Сами они называют свою музыку «примитивной и очень личной»… Каждая музыкальная композиция начинается неторопливой мелодией электрооргана и низкими стонами электрогитары в сопровождении непрерывного ритма ударных. С началом звучания текста темп музыки убыстряется и доходит до неистовства… Пытаясь избежать тяжёлого неестественного звука обычной рок-группы, «Дорз» ставят своей целью внести драматический импульс в свою композицию.
В наши дни значительная часть критиков и поклонников группы считают альбом лучшим в дискографии группы (неслучайно он занимает наивысшее место среди других изданий группы в списке RS500, опубликованном в 2003 году). Многие любители рока называют альбом лучшим (или одним из лучших) среди дебютных пластинок в истории современной популярной музыки. Он неоднократно входил в Топ-100 лучших музыкальных альбомов всех времен и народов по версии различных музыкальных изданий (например, по версии журнала Rolling Stone альбом занимает 42 место).
Необычное темное настроение альбома и сексуально-направленная харизма Моррисона оказались теми факторами, которые наиболее повлияли на будущее развитие рок-музыки.
Джим Моррисон так высказывался о стиле группы в целом:

«Дорз» ориентировались в основном на блюз, в большой степени на рок-н-ролл и отчасти на джаз с некоторыми вкраплениями элементов поп и минутным влиянием классики, но в своей основе — это группа белого блюза.

### Переиздания
С 1967 года альбом выдержал ряд переизданий, связанных в основном с переводом в тот или иной формат звукозаписи. Интерес здесь представляет разве что издание 1999 года, при котором исходный материал подвергся ремастерингу.
В 2003 году было сделано сенсационное открытие — оказалось, что альбом звучит ненатурально, «слишком мрачно». Причиной этого являются замедленная скорость воспроизведения и приниженные тона (практически на ½ тона). Это удалось обнаружить путём сопоставления альбомных версий песен с записями на синглах и концертных выступлениях. Брюс Ботник объясняет это технической неполадкой во время перезаписи материала на студии. Благодаря современным технологиям альбому удалось вернуть нормальное звучание и скорость (теперь он звучит гораздо динамичнее) и таким образом дать ему новую жизнь.
Исправленная версия альбома увидела свет в 2006 году в комплекте дисков Perception спустя 40 лет после записи материала. Во вступительной статье к этому альбому, опубликованной на буклете, Брюс Ботник указывает ещё на два существенных отличия нового издания. На LP 1967 года в песне «Break on Through (To the Other Side)» Джим спел: «She gets, she gets, she gets, yeah». Поскольку в те времена нормы морали были более строги, чем теперь, оригинальное слово «high», пришлось замикшировать . По решению звукозаписывающей компании все живые выступления группы должны были соответствовать альбомным версиям песен, поэтому слово «high» какое-то время на концертах не употреблялось. Первое хорошо задокументированное использование данного слова случилось на шоу Эда Салливана и вызвало скандал. На исправленной версии восстановлена исходная запись, то есть «She gets high, she gets high, she gets high, yeah». Второе отличие заключается в ритмическом использование Джимом «ф-слова» во второй части «The End». Данную версию можно также услышать в фильме «Апокалипсис сегодня». В 1967 году на этом месте было нечленораздельное бормотание.
В последнее время также доступны и многоканальные версии издания.

## Участники
- Джим Моррисон — ведущий вокал
- Рэй Манзарек — орган Vox Continental, Родес-пиано, пианино на «The Crystal Ship», «Back Door Man» и «End of The Night», Marxophone на «Alabama Song», бэк-вокал на «Alabama Song»
- Робби Кригер — лид-гитара, бас-гитара на «Soul Kitchen» и «Back Door Man»,[22] бэк-вокал для «Alabama Song»
- Джон Денсмор — ударные, перкуссия, бэк-вокал на «Alabama Song»

Дополнительные музыканты
- Ларри Нетчел (не указан в буклете) — бас-гитара на «Twentieth Century Fox», «Light My Fire», «I Looked At You» и «Take It as It Comes»

 Производство 
- Пол Ротшильд — продюсер, бэк-вокал на «Alabama Song»
- Брюс Ботник — звукоинженер
- Дуг Сакс — мастеринг-инженер

## Чарты
| Чарт (1967)                 | Пиковая позиция |
| --------------------------- | --------------- |
| Канада (RPM Top Albums/CDs) | 15              |
| США (Billboard 200)         | 2               |

| Сингл                                                     | Год  | Чарт        | Позиция |
| --------------------------------------------------------- | ---- | ----------- | ------- |
| «Break On Through (To the Other Side)»/«End of the Night» | 1967 | Pop Singles | 126     |
| «Light My Fire»/«The Crystal Ship»                        | 1967 | Pop Singles | 1       |

## Сертификации
| Регион | Сертификация  | Продажи    |
| --- | ------------- | ---------- |
| Аргентина (CAPIF) | Золотой       | 30 000^    |
| Австрия (IFPI Austria)                                                                                                   | Золотой       | 25 000*    |
| Канада (Music Canada) | 4× Платиновый | 400 000^   |
| Франция (SNEP) | 3× Платиновый | 900 000*   |
| Германия (BVMI) | Платиновый    | 500 000^   |
| Италия (FIMI) | Золотой       | 25 000*    |
| Испания (PROMUSICAE) | Золотой       | 50 000^    |
| Швеция (GLF) | Золотой       | 50 000^    |
| Швейцария (IFPI Switzerland)                                                                                             | Платиновый    | 50 000^    |
| Великобритания (BPI) | 2× Платиновый | 600 000^   |
| США (RIAA) | 4× Платиновый | 4 000 000^ |
| * Данные о продажах приведены только на основе сертификации. ^ Данные о тиражах приведены только на основе сертификации. |               |            |

### Зарубежные сайты
- The Doors (альбом) на сайте Discogs
- Тексты песен на Lyriki.com
- Тексты песен Alwaysontherun.net